# Quercusia infraflavomaculata
Quercusia infraflavomaculata är en fjärilsart som beskrevs av Barend J. Lempke 1955. Quercusia infraflavomaculata ingår i släktet Quercusia och familjen juvelvingar. Inga underarter finns listade.